# Gretel Loher-Schmeck
Gretel Loher-Schmeck (* 6. Dezember 1907 in Augsburg als Gretel Schmeck; † 2003) war eine deutsche Künstlerin des Spätexpressionismus.

## Leben
Die Künstlerin Gretel Schmeck wurde 1907 im Philippine Welser-Haus in Augsburg als erste Tochter des Arztes Dr. Hermann Schmeck und seiner Ehefrau Veronika geboren. Die Eltern förderten schon früh das künstlerische Talent der Tochter durch private Klavierstunden und Kunstmappen alter Meister. Die bildende Kunst und die Musik beschäftigten sie nachhaltig. Nach dem Abitur 1926 entschied sich Gretel Schmeck jedoch nach langem Überlegen gegen eine Laufbahn als Pianistin. Stattdessen wählte sie das Studium der Mathematik und Physik.
Bereits nach einem Jahr wechselte sie wiederum an die Technische Hochschule nach München in das Höhere Zeichenlehramt. Dort lernte sie den Künstler Joseph Loher, ihren späteren Mann kennen.
Gretel Loher-Schmeck unterrichtete nach dem Staatsexamen einige Jahre an der Berufs- und Handelsschule in Augsburg. Sie war Mitglied im Augsburger Kunstverein und stellte bis 1938 dort aus. 1933 trat sie mit ihrem Mann in die Akademieklasse von Karl Caspar ein. Das kleine Œuvre ihrer Ölbilder stammt aus dieser für die Künstlerin prägenden Phase der 30er Jahre.
Erste Erfolge konnte die Künstlerin 1934 verbuchen, als sie ihre Lithografie „Fränkisches Mädchen“ in der Neuen Pinakothek in München ausstellte. Auch im Augsburger Kunstverein wurden ihre Arbeiten geschätzt. Es folgten zahlreiche Exkursionen in die Gegend um Murnau, an den Chiemsee und in die Berge. Die hier entstandenen Ölbilder zählen neben ihren Kinderbildern zu den Höhepunkten in Gretel Loher-Schmecks Werk. 1937 verließ sie aus Solidarität mit ihrem von den Nationalsozialisten verfemten Lehrer Karl Caspar (Entartete Kunst) die Münchner Kunstakademie.
Nach 1940 begann für die aus großbürgerlichen Verhältnissen stammende Malerin nicht nur ein Leben auf dem Lande, sondern auch der Abschied von der Ölmalerei. Um die Familie, der Sohn Martin war 1938 geboren, als Selbsternährer mit gehaltenen Hühnern, Gänsen und Ziegen zu versorgen, blieb der Künstlerin fortan nur noch Zeit für Skizzen im nahegelegenen Ebersberger Forst oder später auf Reisen in Rom. Ihr Mann nahm diese Zeichnungen häufig als Vorlage für seine Ölbilder. Im Jahr 2003 starb Gretel Loher-Schmeck kurz vor ihrem 96. Geburtstag.

## Werke
Werke von ihr und ihrem Mann befinden sich in öffentlichen und privaten Sammlungen. So besitzt die Neue Pinakothek München, der Bayerische Rundfunk, das Landratsamt Ebersberg und das Museum der Stadt Grafing einige Exponate.